# Tau1 Gruis b
Tau¹ Gruis b é um planeta extrasolar pertencente à constelação de Grus. É também catalogado como HD 216435, e está a aproximadamente 106 anos-luz do planeta Terra. Foi calculado que o planeta orbita sua estrela-mãe a uma distância média de 2,7 UA. O planeta possui 1,25 vezes a massa de Júpiter.